# Internationale Artusgesellschaft
Die Internationale Artusgesellschaft ist ein 1948 gegründeter Verein, der sich mit der wissenschaftlichen Erforschung des Stoffkreises um König Artus in Mittelalter, Neuzeit und Moderne beschäftigt. Gründungsvorsitzender war Jean Frappier. Der Vereinszweck wird u. a. durch die Veranstaltung von Tagungen und die Veröffentlichung wissenschaftlicher Publikationen verwirklicht. Die Artusgesellschaft organisiert sich in regionalen Sektionen (u. a. Nordamerika, Frankreich, Deutschland-Österreich, Schweiz) und organisiert dreijährlich ein gemeinsames Symposium.

## Veröffentlichungen
- Journal of the International Arthurian Society Zeitschrift mit aktuellen Forschungsbeiträgen
- Bibliography of the International Arthurian Society Annotierte Bibliographie der gesamten Artusforschung
- Schriften der Internationalen Artusgesellschaft Tagungs- und Sammelbände der deutsch-österreichischen Sektion